# 24 Heures Motos 2021
Navigation
Édition précédente
Les 24 Heures Motos 2021 sont la 44e édition des 24 Heures Motos, initialement prévues les 17 et 18 avril 2021. En raison de la pandémie de Covid-19, cette édition est reportée au 12 et 13 juin 2021, et se déroulera à huis clos (sans spectateurs), comme ce fut déjà le cas pour l'édition précédente.
Les pilotes les plus titrés des 24 Heures Motos sont : Alex Vieira et Grégory Leblanc qui ont tous deux 5 titres pour cette compétition. 